# Reichsbahndirektion Wittenberge
Die Reichsbahndirektion Wittenberge war ein Verwaltungsbezirk der Deutschen Reichsbahn. Sie wurde für die Zeit vom 15. August 1945 bis zum 1. Oktober 1945 eingerichtet, um die nach dem Zweiten Weltkrieg in der Sowjetischen Besatzungszone liegenden Bahnstrecken der Reichsbahndirektion Hamburg zu verwalten. Bereits am 18. Juli desselben Jahres beschloss die Sowjetische Militäradministration in Deutschland (SMAD) durch Befehl-Nr. 010 die Errichtung der Wittenberger Direktion.
Folgende Strecken wurden vorübergehend durch die Rbd Wittenberge verwaltet:
- Block Zwedorf bei Schwanheide – Bergerdamm Block Lietzow (Strecke Berlin–Hamburg)
- Hagenow Land – Zarrentin am Schaalsee (Strecke Hagenow Land–Bad Oldesloe)
- Wittenberge – Neustrelitz Hbf (Strecke Wittenberge–Strasburg)
- Wittenberge – Stendal (Strecke Wittenberge–Magdeburg)
- Wittenberge – Dömitz (Strecke Wittenberge–Buchholz)
- Salzwedel – Geestgottberg (Strecke Salzwedel–Geestgottberg)
- Glöwen – Havelberg (Strecke Glöwen–Havelberg)
- Pritzwalk – Neustadt (Dosse) (Strecke Neustadt (Dosse)–Meyenburg)
- einschließlich der Bahnbetriebswerke Hagenow Land und Wittenberge

Durch Befehl-Nr. 75 vom 26. August wurde die Auflösung der Direktion bekannt gegeben.
Zwischen dem 15. August und 16. September war Stieler Präsident der Eisenbahnverwaltung.
Die von ihr verwalteten Strecken wurden ab dem 1. Oktober 1945 auf die wiedergegründete Reichsbahndirektion Magdeburg aufgeteilt, die die südwestlich der Elbe gelegenen Gebiete erhielt, und auf die Reichsbahndirektion Schwerin, die den Rest der Gebiete und die beiden Bahnbetriebswerke bekam.